# Rechtsanwaltskammer des Landes Sachsen-Anhalt
Die Rechtsanwaltskammer des Landes Sachsen-Anhalt (RAK) ist eine von 28 Rechtsanwaltskammern in Deutschland. Sie ist eine Körperschaft des öffentlichen Rechts und hat ihren Sitz in Magdeburg, Sachsen-Anhalt. 
Die Rechtsanwaltskammer wurde für den Oberlandesgerichtsbezirk Naumburg gebildet, der das Bundesland vollumfänglich umfasst. Der Kammerbezirk erstreckt sich dabei auf die Landgerichtsbezirke Dessau, Halle, Magdeburg und Stendal. 
Die Selbstverwaltungsorganisation der zugelassenen Rechtsanwälte und Rechtsanwaltsgesellschaften wird von einem sechsköpfigen Präsidium sowie einem siebenköpfigen Vorstand geleitet. Eigenen Angaben zufolge gehören der Kammer knapp über 1600 Mitglieder an.